# Tetsuya Yamazaki
Tetsuya Yamazaki (山崎 哲也, Yamazaki Tetsuya) est un footballeur japonais né le 25 juillet 1978.